# Sillhövda kyrka
Sillhövda kyrka är en kyrkobyggnad i Lunds stift. Den ligger i Holmsjö i norra delen av Karlskrona kommun och är en av församlingskyrkorna i Fridlevstads församling. Före 2010 tillhörde kyrkobyggnaden Sillhövda församling.

## Historik
Den norra delen av Fridlevstads vidsträckta församling är beläget vid den gamla riksgränsen mellan Sverige och Danmark. På grund av det långa avståndet till sockenkyrka byggdes ett kapell i byn Holmsjö under troligen under början av 1500-talet. Det brändes ner 1564 av svenskarna under det nordiska sjuårskriget.
1766 uppfördes ett nytt kapell där den nuvarande kyrkan är belägen. När Sillhövda 1869 blev egen församling kom kapellet att kallas för kyrka. Det var en byggnad uppförd i liggtimmer som brädfordrats och rödfärgats. Den bestod av ett långhus med rakslutande korvägg i öster och en sakristia på norra sidan samt ett vapenhus i väster. Klockstapeln från 1768 som fortfarande finns kvar, var belägen på norra sidan, men har senare flyttats till den sydvästra delen av kyrkogården. 1860 planerade man för ett nytt kyrkbygge men kom inte överens om platsen. 1939 tog man upp frågan på nytt ,med avsikten att överlämna kyrkan till Blekinge Musei- och Hembygdsförening, men fick avslag av Kungl.Maj:t. Den 19 maj 1940 uppstod brand i spåntaket vid skorstenen. Elden var så våldsam att kyrkan brann ned till grunden.

## Kyrkobyggnaden

### Sillhövda gamla kyrka
Kyrkan är byggd mellan åren 1766 till 1768. Kyrkan bestod av ett rektangulärt långhus med sakristian vid norra sidan. I väster ett senare tillbygge ett längre och smalare vapenhus. Kyrkan ärt tillverkad av liggande furuplankor som är fodrade med resta bräder. Gavelröstena i väster och öster är klädda i spån. Kyrkan var rödmålad utvändigt. Taket på norra sidan och vapenhusets är lagt med tunn modern spån. Resterande är lagd med handkluven ekspån. Vid takbrädet är det lagt i mönster. Ingångarna är raktäckta med vitmålade dörrar. Vapenhuset och långhusets södra dörr har invändigt synliga fina järnbeslag.
Fönstren är rundbågiga och vitmålade med träspröjsar. Invändigt är vägarna vitmålade. Taket är vitmålat och svagt välvt. Golvet är av trä. Långhuset uppvärmdes av två stycken järnkaminer. Sakristian värmdes av en kakelugn med gul glasyr.

### Sillhövda nya kyrka

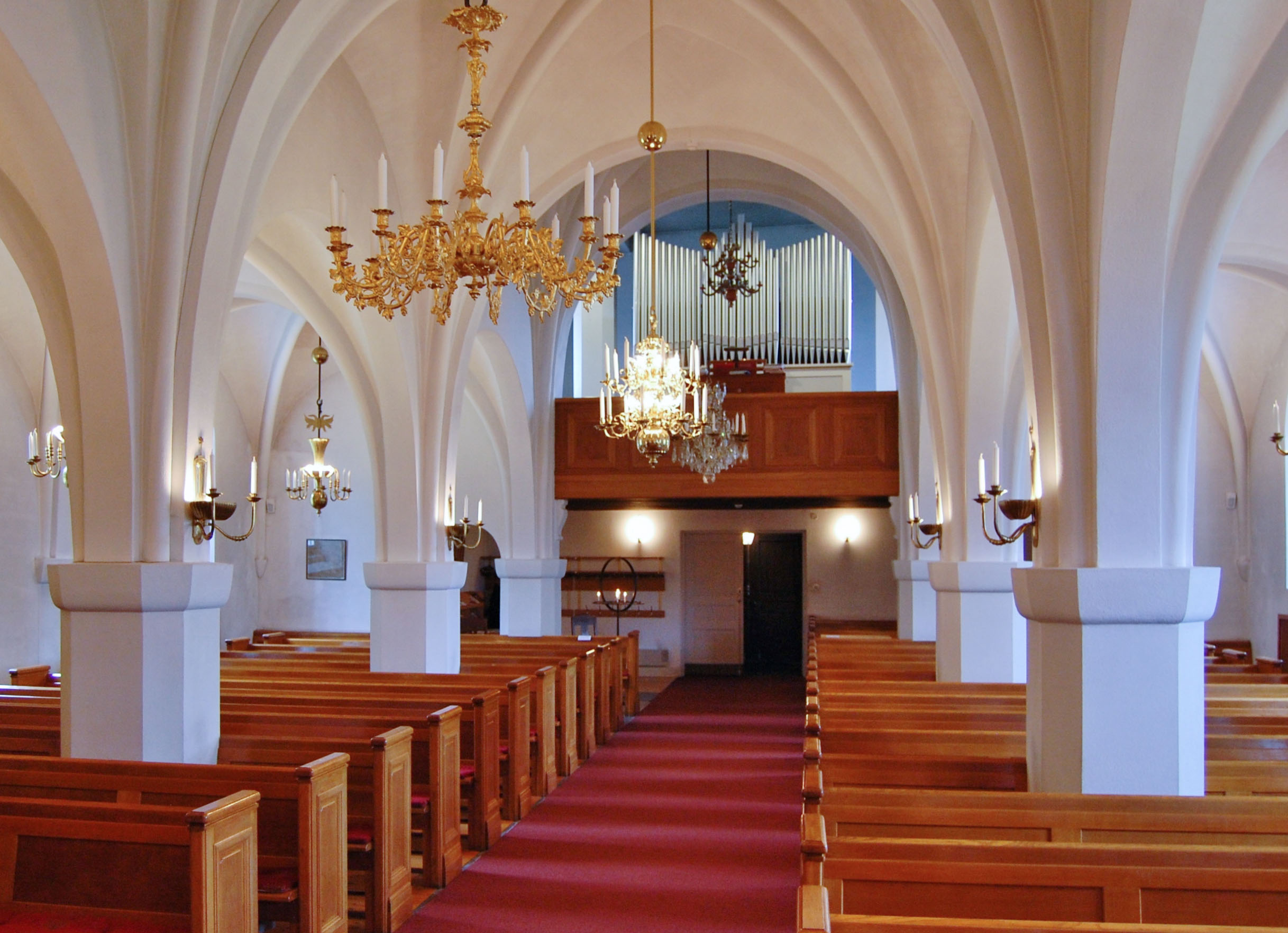
Det treskeppiga kyrkorummet

1941 fattade kyrkostämman beslutet att en ny kyrka skulle byggas. Arkitekt Herbert Kockum, Stockholm, fick på förslag av Kungliga Byggnadsstyrelsen i uppdrag att gör upp ritningar. På grund av andra världskriget dröjde det till 1944 innan arbetet kunde påbörjas. I december 1945 var kyrkan färdig för invigning. Invigningen förrättades den 2:a söndagen i advent av biskop Edvard Rodhe.
Kyrkan är uppförd i historiserad stil. Kraftig pelare bär upp kryssvalven i långhuset som är utformat som en basilika. Långhuset avslutas med en inbyggd kor absid i väster. Intill koret på norra sidan är sakristian belägen. Tornet med huvudingången är uppfört i öster. Tornet är försett med en kopparklädd sluten lanternin och en hög spira krönt med ett kors.

## Kyrkogården
Kyrkogården omgivs av en jordtäckt gråstensmur i kallmur. Den är senare fogad med cement. Ingångsgrindarna är gjutna av järn med inskriften 1883 inom stenstolparna i öster och söder. I kyrkogårdens nordvästra hörn står klockstapeln.

## Klockstapeln

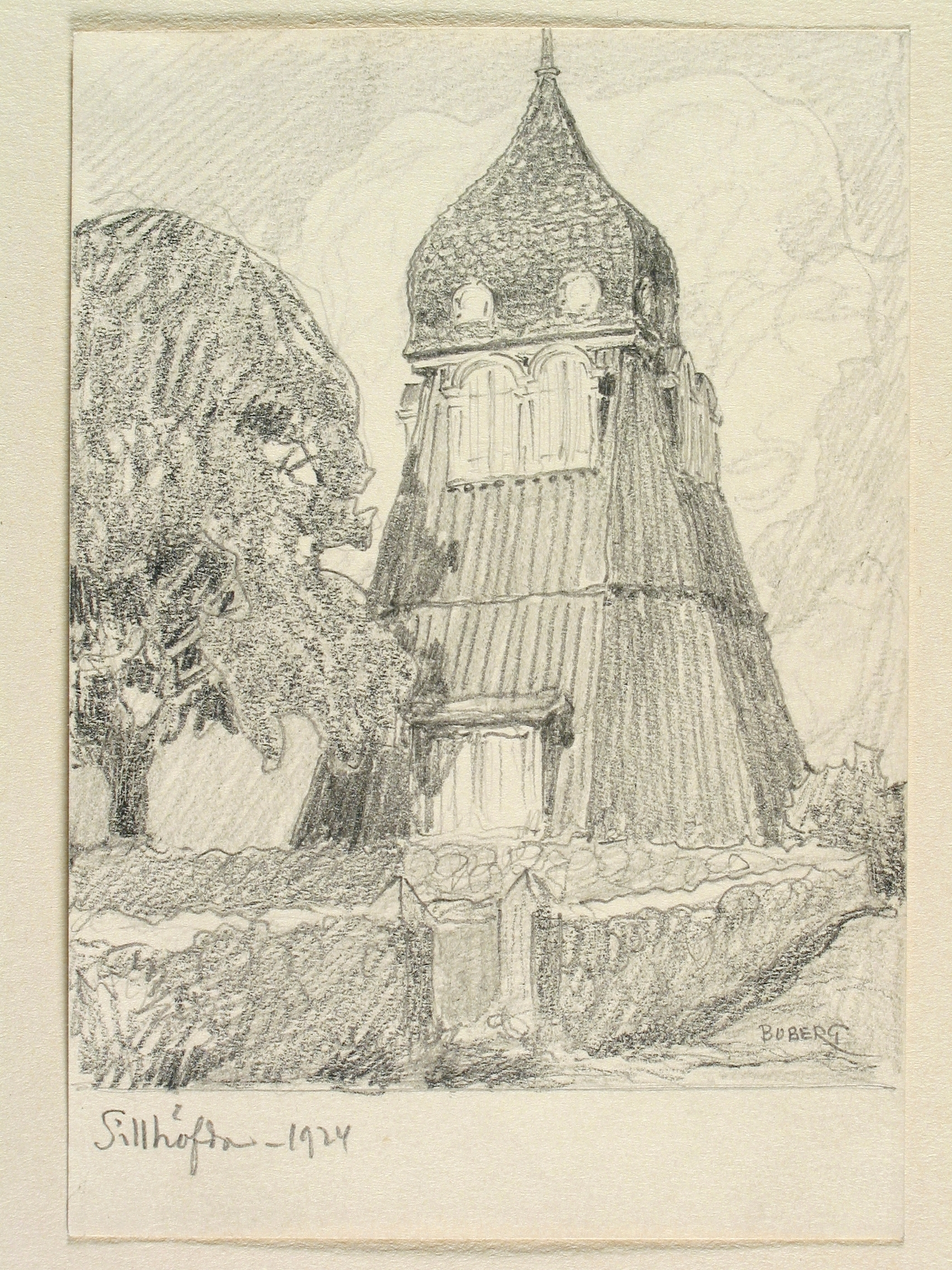
Klockstapeln tecknad av Ferdinand Boberg 1924.

Klockstapeln står i kyrkogårdens nordvästra hörn. Den är tillverkad av furu från 1768. Den är täckt med tjärad spån. Den har vita ljudluckor och dörrar. En gravsten av kalksten med årtalet 1677 ligger som trappflisa utanför klockstapeln. Gravstenen är 212 cm hög och 124 centimeter bredd. Denna sten har troligtvis legat vid det gamla kapellet i Holmsjö. Då kyrkan först uppfördes runt 1768.

## Inventarier
- Madonna och barnet. Tavlan som är placerad på norra väggen närmast koret är utförd under 1600-talet av konstnären Giovanni Battista Salvi. Den  skänktes av Dagmar Håkansson i Karlskrona.
- Öppen bänkinredningen.
- Orgelläktare med odekorerade speglar.
- Ett par nummertavlor som är svartmålade med förgyllda ramar. De är överst krönta av lyror. De är tillverkade i början av 1800-talet och är cirka 125 centimeter höga.
- Bänkarna är sluta i ekfärg och samtida med kyrkan. De var ursprungligen målade i gråblått.
- Golvur som är vitmålat och förgyllt. Det är igraverat på tavlan: Lanner Carlskrona N:o 145. Den är i rokoko.
- Pliktpall av furu som är 104 centimeter lång och 95 centimeter hög.
- Kollektlåda som är blåmålad. Den förvaras i B. M.[förtydliga] och har troligtvis kommit från Fridlevstads kyrka.[källa behövs]

### Altaret
- Altaruppsatsen dateras till 1470−1480. Det inköptes från Torhamns kyrka 1776. Det är ett sydskandinaviskt arbete. Mittpartiet består av en framställning av Jungfru Marias himmelska kröning. Sida vid sida om den krönta Maria sitter Gud Fader och Kristus. Gruppen flankeras av Sankt Laurentius till höger och ett riddarhelgon, möjligen Sankt Magnus (Torhamns kyrka var helgat åt denne.) Skåpets dörrar är försedda med skurna bilder av de tolv apostlarna.
- Altaret är av murat tegel med en skiva av kalksten. Altaret var tidigare vitmålat tillverkat av furu med dockor.
- Altarringen är av ek och dekorerad med Kristusmonogrammet ( XP) och två palmkvistar. Den tidigare altarringen var vitmålad och tillverkad av furu med dockor.
- Altartavla med målade framställning av Korsnedtagningen. Under den är inskuret en inskrift: Gifven af J:Flyberg år 1847. Den föregående altaruppsatsen är nu i klockstapeln.

### Nattvardsservis
- Patenen är av tenn. Den har stämplarna: Ängel (inom en sköld), IHB (inom en cirkel), Karlskronas vapen, N. Den är 15,2 centimeter i diameter.
- Kalken är av tenn. Den har stämplarna: Ängel (inom en sköld), IHB (inom en cirkel), Karlskronas vapen, N. Den är 11 centimeter i diameter.
- Vinkanna av tenn. På locket står initialer inom eklövskrans. Inskrift: Frillestadh * * Kiyrkio * Kanna 1687. Den har stämplarna: Karlskronas vapen, HSP och bmärke inom en sköld. År 1777 utlånades den från Fridlevstads kyrka till Sillhövda. Den är 26 centimeter hög.
- Två oblataskar av svarvat träd. Den är 3 respektive 10 centimeter.
- Kalk av nysilver.
- Oblatask i nysilver.
- Vinkanna i nysilver.
- Sockenbudstyg i träfodral som består av:
  - Kalk i silver med stämplarna: L4, tre kronor, TFL, Karlskronas vapen. Den är 12,2 centimeter hög.
  - Patenen i silver med inskriften: 14 lod. Har stämplarna: L4, tre kronor, TFL, Karlskronas vapen. Den är 8,1 centimeter i diameter.

### Dopföremål
- Dopfunten är tillverkad 1945 i Backarydsgranit och försedd med Jesu ord: ”Låten barnen komma till mig”.
- Dopfatet är av mässing. På brättet är det en hjortfris och i botten fåglar och jägare. I kanten är det en mässingsring. På brätten satt en fastnitad mässingsplåt med inskriften: Sven Humble Sata Catharina Olsson gifwit til bakareboda capell den 25 augusti 1768 samma år detta capell inwigdes herranom. Den är 63 centimeter i diameter.
- Dopskålen är av tenn med två handtag. Den har stämplarna: Karlskrona vapen - M R. Det är ett arbete från Karlskrona från 1800-talets början. Den är 6 centimeter hög och 20 centimeter i diameter.
- Dopfunten var tillverkad i furu, den lånades från Fridlevstads kyrka 1777.

### Predikstol
- Predikstolen i ek byggd 1945. De fem speglarna är försedda med skulpturer i lind utförda av skulptören Erik Sand. Från vänster: Moses med budorden, profeten Jesaja med skriftrulle, Kristus med gyllene krona och runt honom är en mandorla, Blekinges missionär Egino med kors och svärd, samt reformatorn Olaus Petri. Gubbarna skänktes av makarna John Olsson i Malmö. Invigningen av gubbarna skedd  den 27 juli 1947.
- Den tidigare predikstolen var vitmålad och förgylld från 1800-talet.

### Klockorna
- Stora klockan med inskriften: När mitt ljud ditt öra rörer. På andra sidan står det: år 1830, då carl XIV johan var konung i Sverige och norrige Carl Gyllenhal landshöfding i Blekinge Wilhelm Faxe Biskop i Lunds stift i G heerman kyrkoherde i fridlefstad peter svensson i husjöhl kyrkovard och carl pehrsson i Holmsjö föreståndare vid capellet göts denna klocka hos E. Lundqvist och Rönnblom i Jönköping. Den är 83 centimeter hög och 83 centimeter i diameter.
- Lilla klockan med inskriften: Giuten i Iönköping af E: Lundqvist A: M: Rönblom år 1830. På andra sidan står det: När du hörer klockans ljud vänd din suckan upp till gud när det tystnar detta ljud glöm ej dödens tysta bud. Den är 60 centimeter hög och 65 centimeter i diameter.
- En tidigare klocka förvaras i Fridlefstads sockenmuseum.

## Bildgalleri

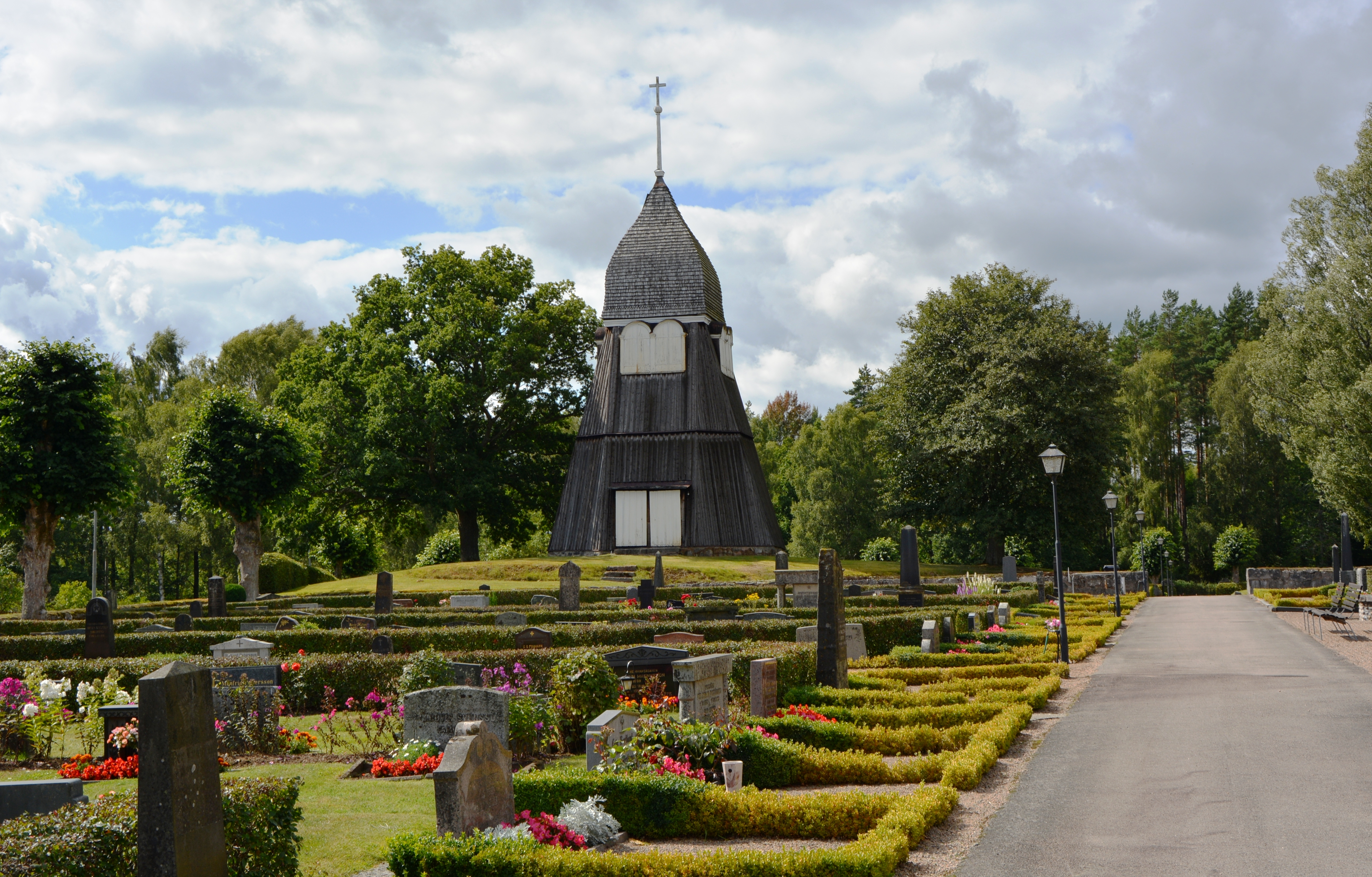
Kyrkogården
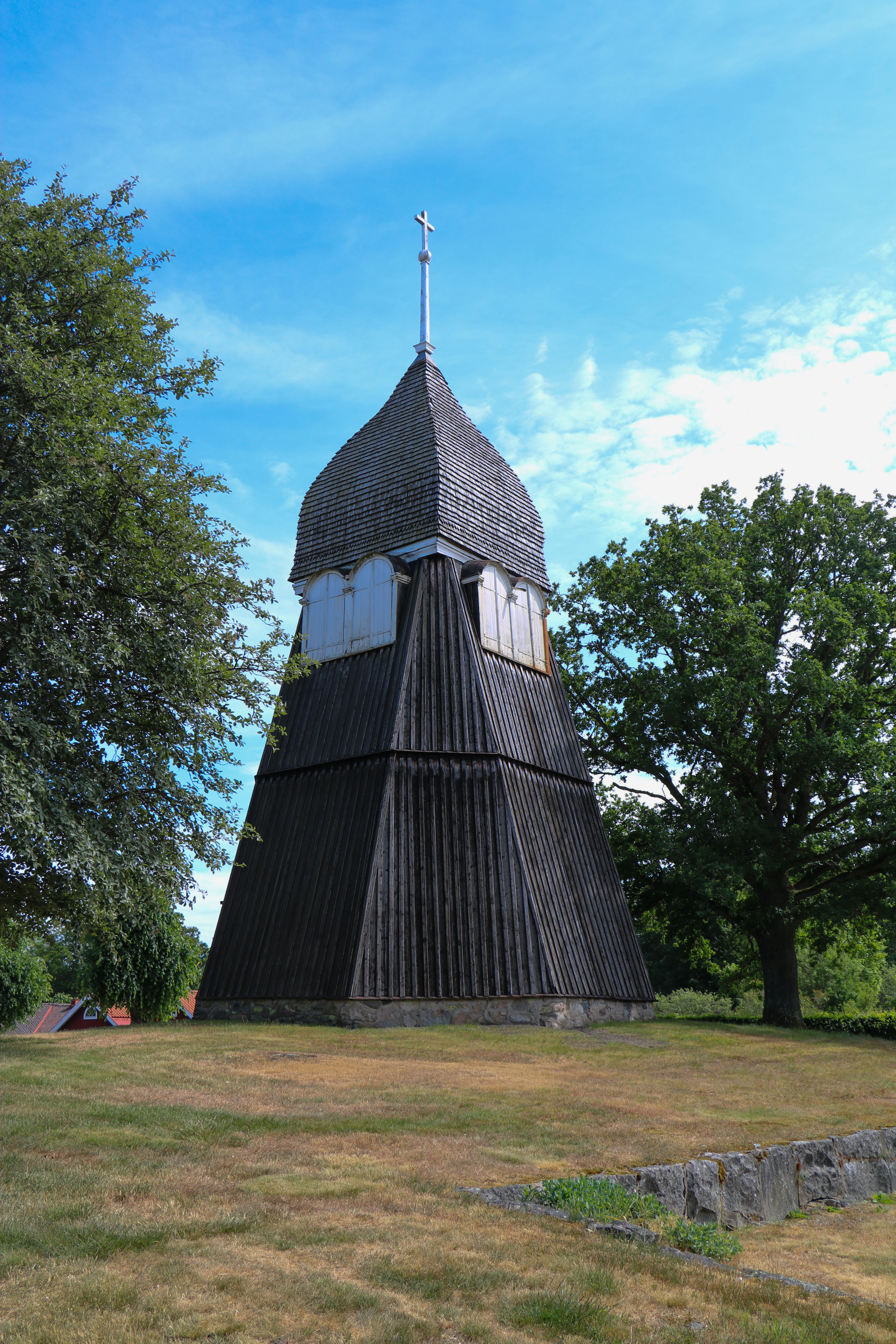
Klockstapeln
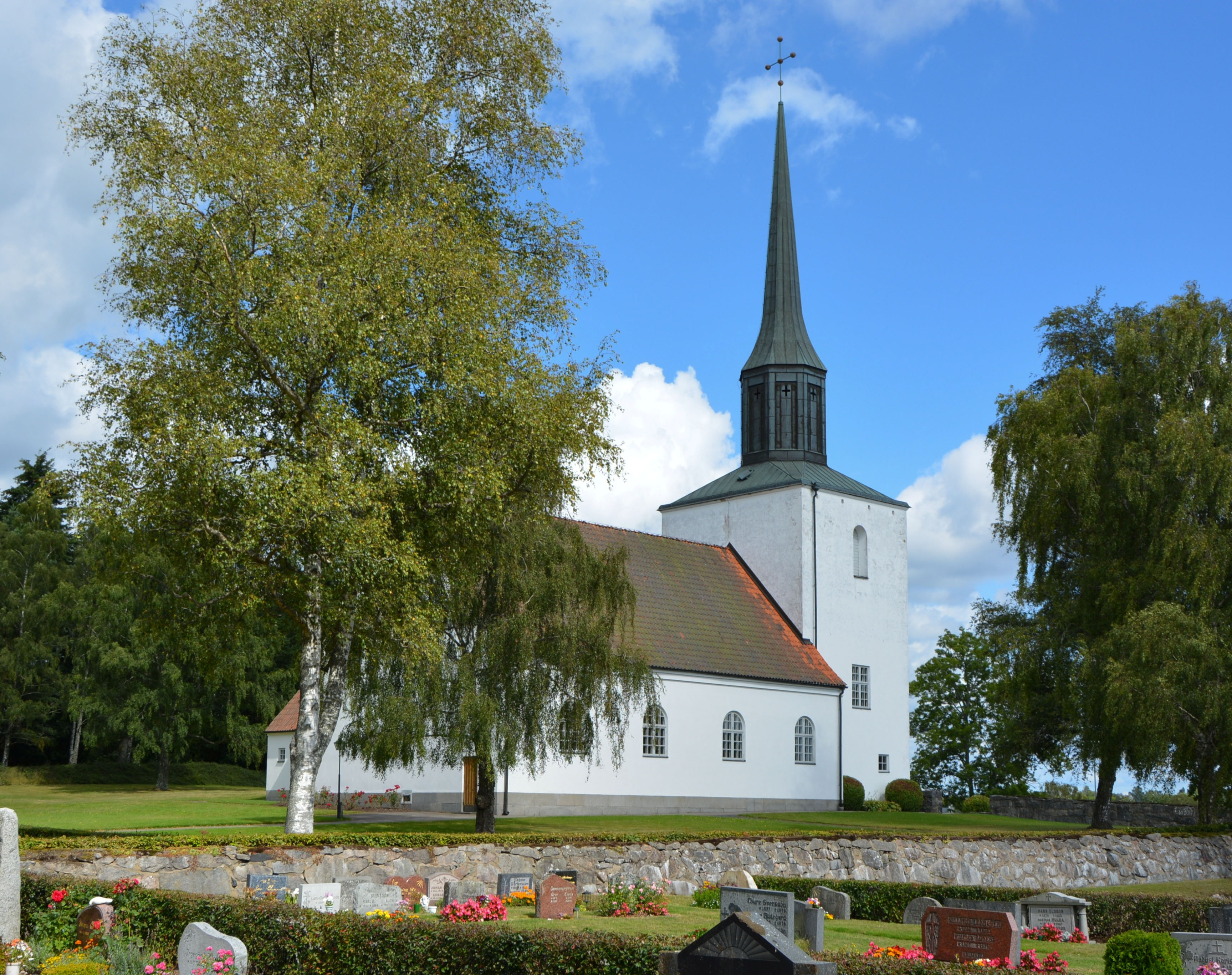
Exteriör från sydväst
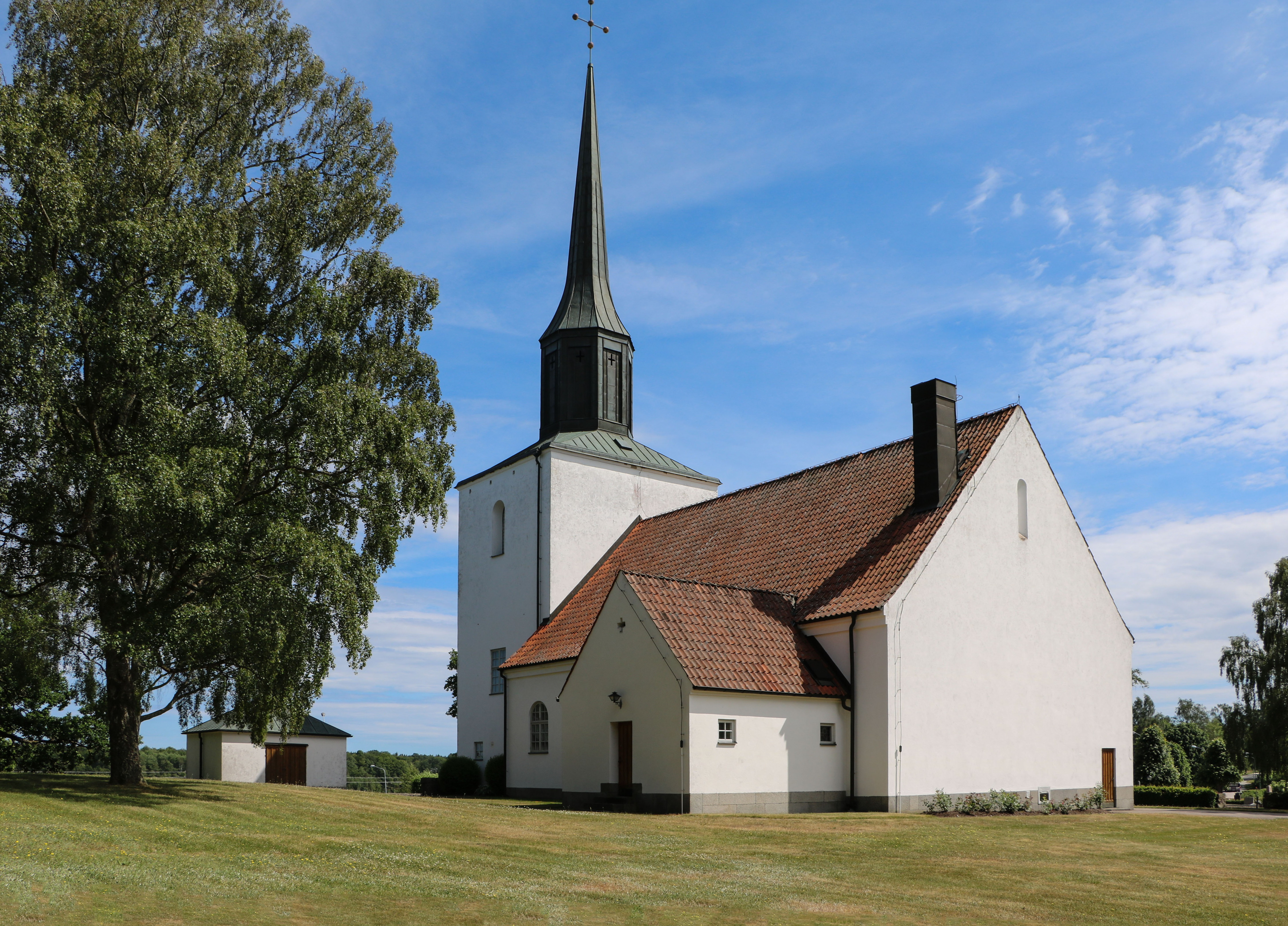
Exteriör från nordväst
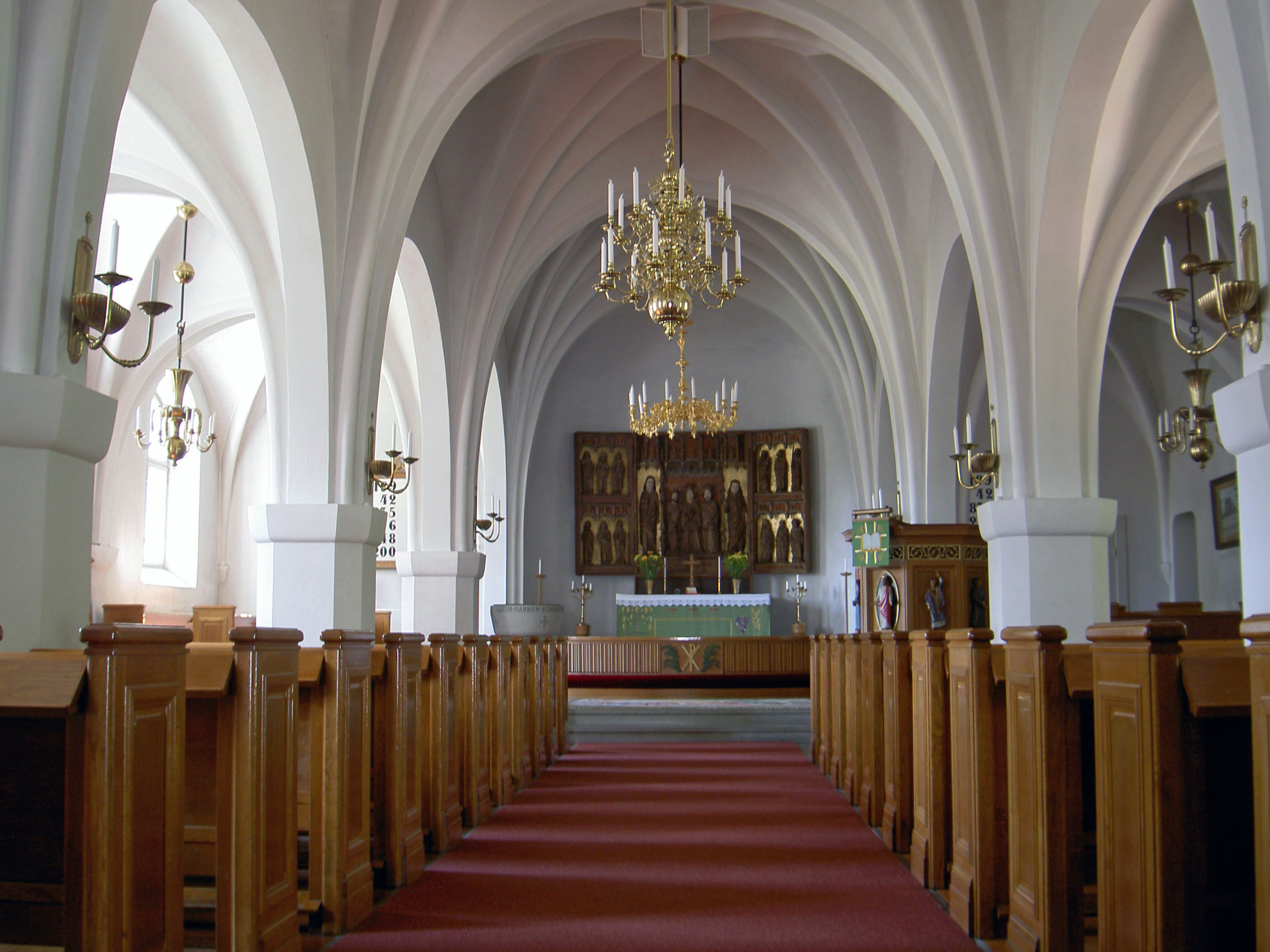
Mittskeppet i kyrkorummet
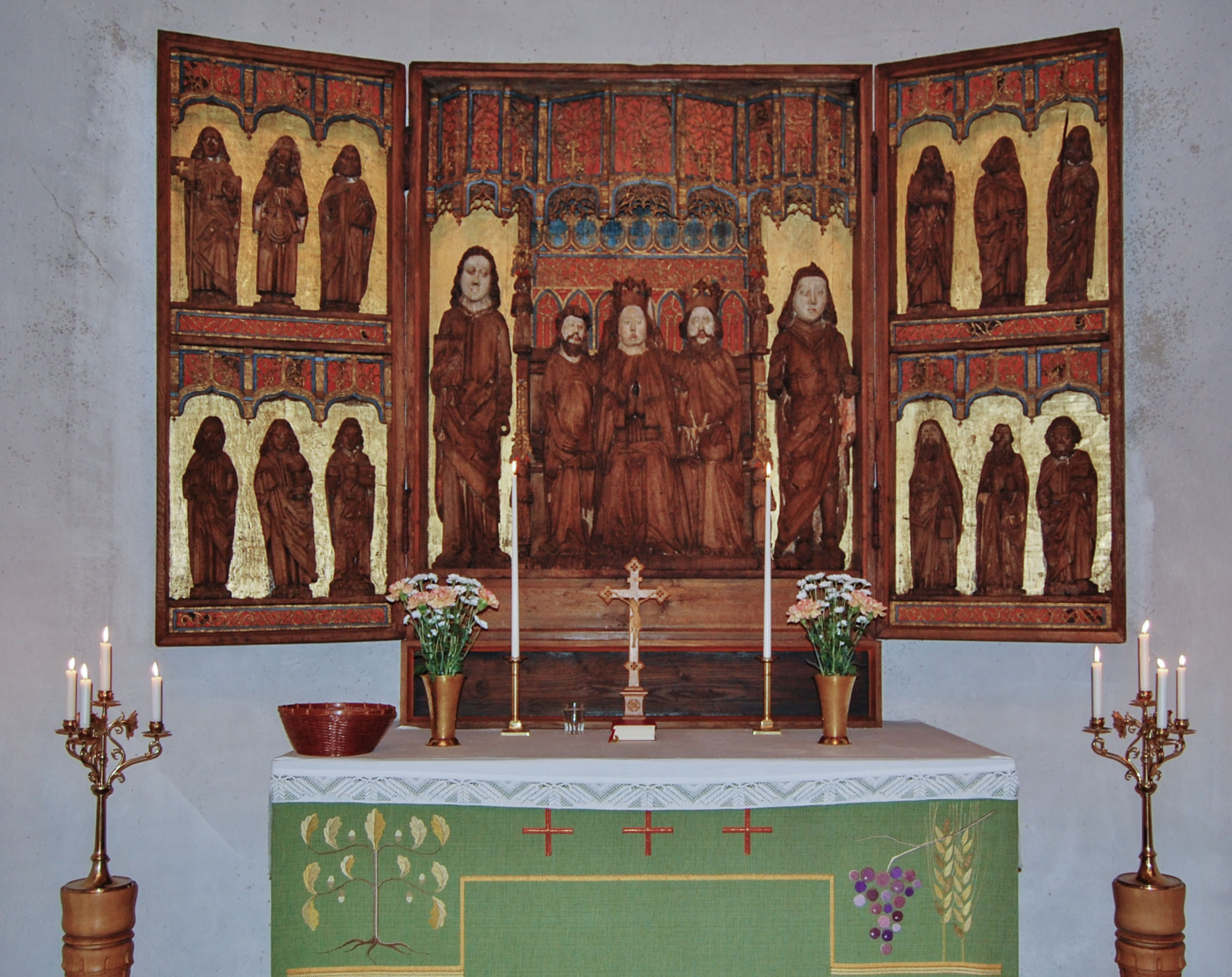
Altarskåpet från 1400-talet
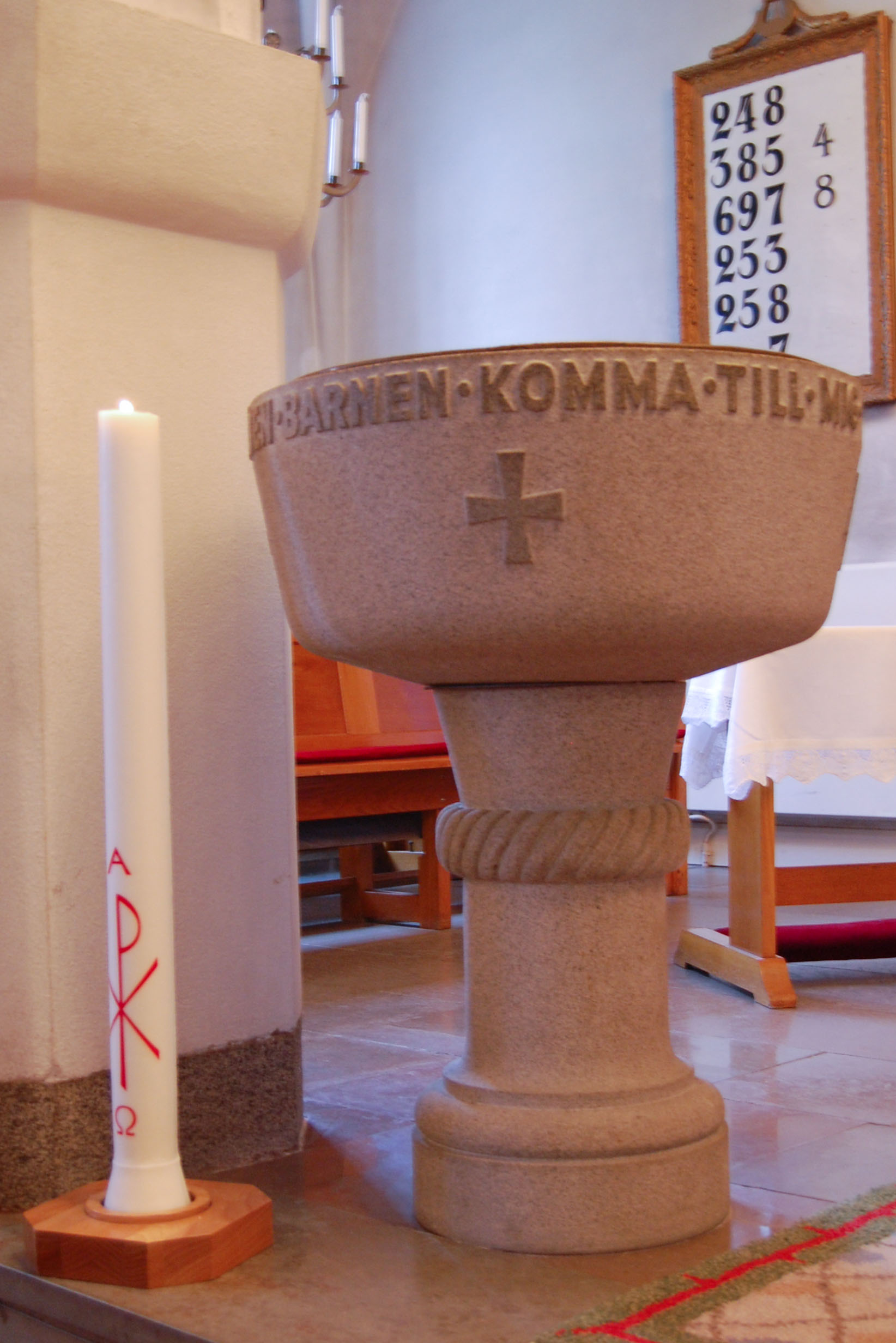
Dopfunten
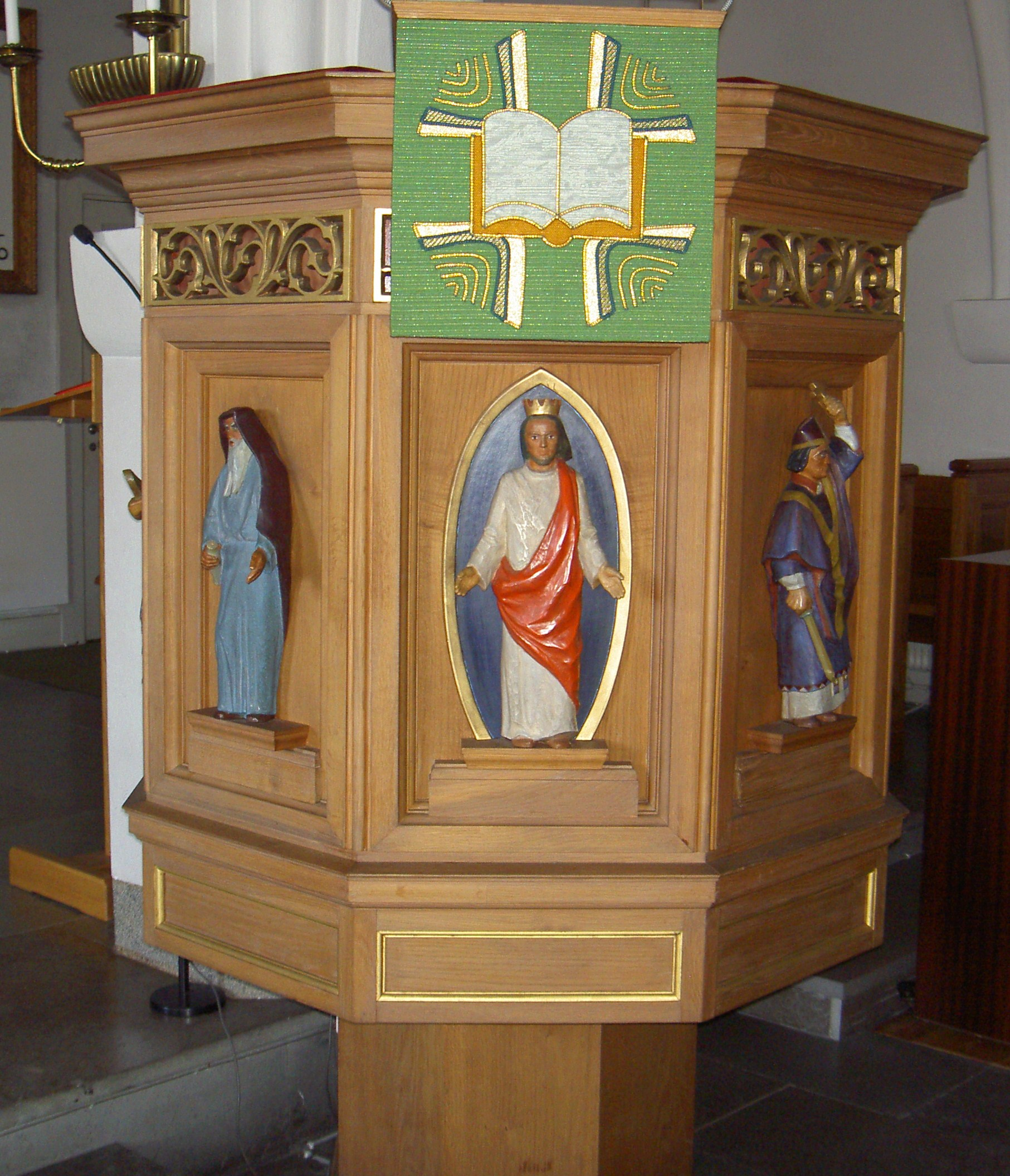
Predikstolen,1945

## Orgel

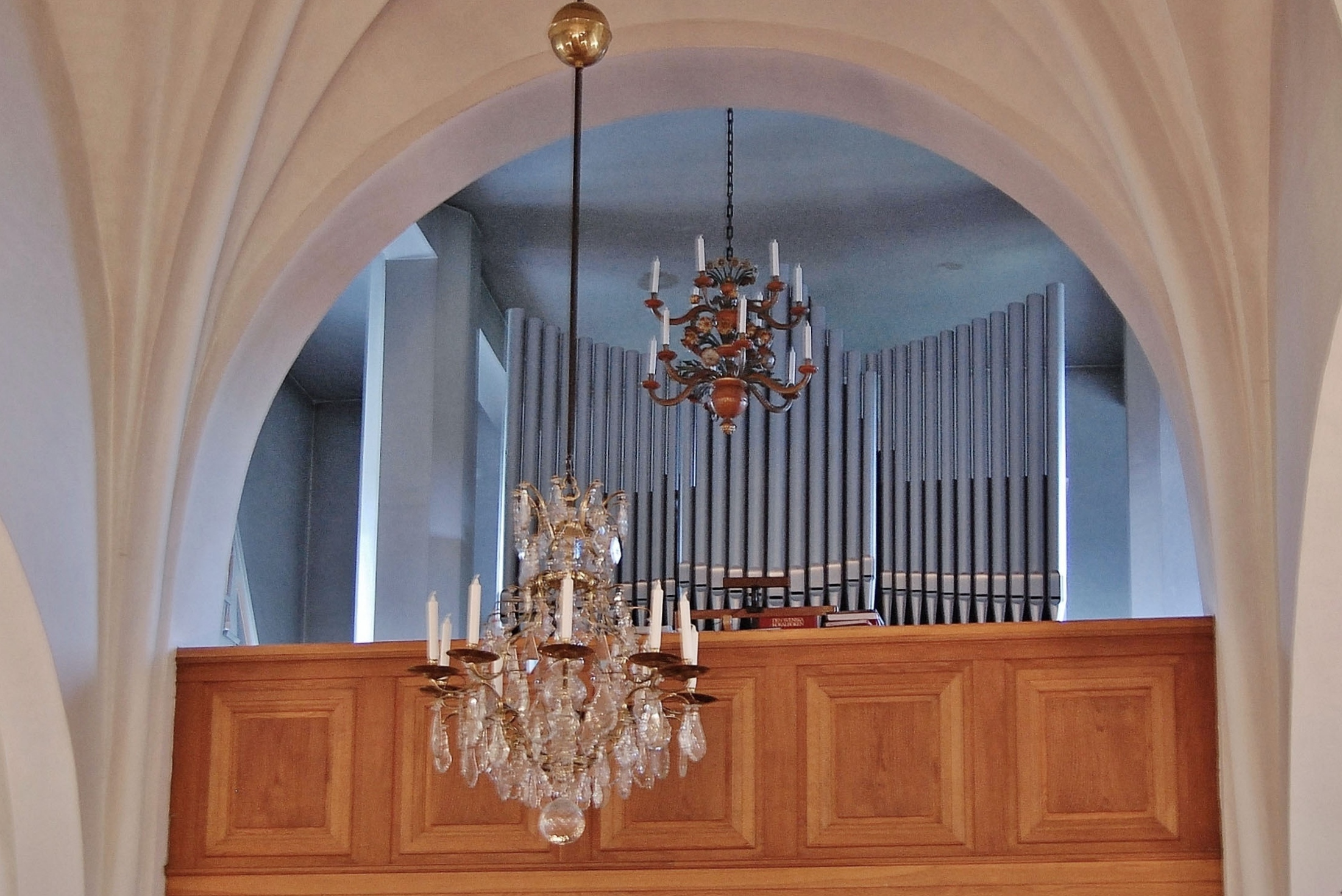
Läktarorgeln

Läktarorgeln är byggd 1953 av orgelbyggaren Johan Grönvall i Lilla Edet. Den har 17 stämmor, fördelade på två manualer och pedal. Orgeln är pneumatisk och har fria och fasta kombinationer samt automatisk pedalväxling. Den föregående orgeln var byggd av Andreas Åbergh i Hjortsberga socken 1871 med 5 stämmor.
| Huvudverk (I) C-g3 | Svällverk (II) C-g3 | Pedalverk (P) C-f1 | Koppel   |
| ------------------ | ------------------- | ------------------ | -------- |
| Principal 8'       | Rörflöjt 8'         | Subbas 16'         | I/P      |
| Gedakt 8'          | Salicional 8'       | Oktavbas 8'        | II/P     |
| Oktava 4'          | Principal 4'        |                    | II/I     |
| Flöjt 4'           | Nachthorn 4'        |                    | 4'/I     |
| Kvinta 2 2⁄3'      | Nasard 2 2⁄3'       |                    | II 16'/I |
| Oktava 2'          | Blockflöjt 2'       |                    |          |
| Mixtur III         | Tertian 1 3⁄5'      |                    |          |
| Corno 8'           | Tremulant           |                    |          |